# Watsonarctia obscura
Watsonarctia obscura är en fjärilsart som beskrevs av Charles Oberthür 1911. Watsonarctia obscura ingår i släktet Watsonarctia och familjen björnspinnare. Inga underarter finns listade i Catalogue of Life.